# Un coniglio telegenico
Un coniglio telegenico  (Wideo Wabbit) è un film del 1956 diretto da Robert McKimson. È un cortometraggio d'animazione della serie Looney Tunes, uscito negli Stati Uniti il 27 ottobre 1956. Dal 1998 viene distribuito col titolo Video coniglio.

## Trama
Bugs Bunny si imbatte in un annuncio sul giornale in cui una rete televisiva cerca un coniglio per un programma, e decide di candidarsi. Viene subito assunto, e il produttore lo fa salire su una scala collegata a una scatola di fusibili da 10 000 volt. All'insaputa di Bugs si tratta del programma L'ora dello sportivo, in cui Taddeo insegna al pubblico come cacciare un coniglio. Taddeo, premendo un pulsante, attiva la scatola di fusibili facendo uscire Bugs dal buco, e inizia a sparargli. Bugs però non collabora e fugge dal set, e Taddeo lo insegue attraversando vari studi del centro di produzione. Nel primo studio, Bugs travestito da Groucho Marx conduce un programma intitolato Hai picchiato tua moglie (una parodia di You Bet Your Life) e confonde Taddeo chiedendogli se abbia smesso di picchiare sua moglie. Ma quando se ne va, Taddeo lo smaschera e lo insegue fino allo studio successivo, in cui il coniglio gli spiaccica una torta in faccia per il programma Chiedete e sarete accontentati (una parodia di You Asked for It). Nello studio successivo si registra Liverace (una parodia del programma di Liberace), e Bugs, nei panni del pianista, chiama Taddeo "mio fratello George" e gli dà un candelabro con dei candelotti di dinamite che lo fanno saltare in aria. In seguito Bugs, vestito da usciere, manda Taddeo in uno studio in cui si sta rievocando la battaglia del Little Bighorn per la serie C'ero anch'io (parodia di You Are There). Quando Taddeo esce dopo essere stato attaccato dagli indiani, Bugs lo indirizza all'infermeria. Taddeo ricomincia poi a cercare Bugs, che appare vestito da produttore e lo porta nello studio del programma Festa in costume (una parodia di Masquerade Party), in cui lo convince a travestirsi da coniglio mentre lui indossa i vestiti da cacciatore dell'uomo. Bugs torna nello studio de L'ora dello sportivo scambiando il suo ruolo con quello di Taddeo, che si arrabbia dopo che Bugs gli spara. Quindi Bugs, imitando il personaggio di Ed Norton della sitcom The Honeymooners, gli dà un sigaro con gli occhiali, baffi e sopracciglia di Groucho dicendogli "Caspita, che caratterino!".

## Distribuzione

### Edizione italiana
La prima edizione italiana del film fu trasmessa direttamente in televisione negli anni ottanta. Il doppiaggio fu eseguito dalla Effe Elle Due e diretto da Franco Latini su dialoghi di Maria Pinto; in questa edizione, Taddeo viene chiamato col suo nome originale. Per la distribuzione in VHS nel 1998 il corto fu ridoppiato dalla Angriservices Edizioni sotto la direzione di Renzo Stacchi su dialoghi di Giorgio Tausani; in questa edizione fu censurata la scena del programma Hai picchiato tua moglie in modo da rimuovere, sia nel video che nell'audio, ogni riferimento al titolo (sostituito con Lascia o rattoppa). Dallo stesso anno questa censura appare nella versione trasmessa in televisione in tutto il mondo.

### Edizioni home video

#### VHS
America del Nord
- Bugs Bunny: Truth or Hare (12 agosto 1992)

Italia
- Provaci ancora, Taddeo (1998)

#### DVD
Il corto fu pubblicato in DVD-Video in America del Nord nel secondo disco della raccolta Looney Tunes Golden Collection: Volume 3 (intitolato Hollywood Caricatures and Parodies) distribuita il 25 ottobre 2005, dove è visibile anche con la sola colonna musicale.